# マズールの補題
数学におけるマズールの補題（マズールのほだい、英: Mazur's lemma）はバナッハ空間の理論における結果の一つであり、バナッハ空間で弱収束する任意の列に対して、列の要素の凸結合から作られる列であって同じ極限に強収束するようなものがとれることを主張する。この補題を使ってトネリの定理を証明することができる。

## 補題の主張
(X, || ||) をバナッハ空間とし、 (un)n∈N はある X の要素 u0 に弱収束する X の要素の列とする:
{\displaystyle u_{n}\rightharpoonup u_{0}{\mbox{ as }}n\to \infty }
つまり、X∗（ X の双対ベクトル空間）に属する任意の連続線形作用素 f に対し
{\displaystyle f(u_{n})\to f(u_{0}){\mbox{ as }}n\to \infty }
であるとする。
このとき、ある関数 N : N → N と実数の有限集合の列
{\displaystyle \{\alpha (n)_{k}|k=n,\dots ,N(n)\},\ n=1,2,3,\cdots }
{\displaystyle \alpha (n)_{k}\geq 0,\ \sum _{k=n}^{N(n)}\alpha (n)_{k}=1}
が存在して、凸結合
{\displaystyle v_{n}=\sum _{k=n}^{N(n)}\alpha (n)_{k}u_{k}}
で定義された X の要素の列 (vn)n∈N が u0 に強収束する、つまり
{\displaystyle \|v_{n}-u_{0}\|\to 0{\mbox{ as }}n\to \infty }
となるようにできる。